# رمع عضلي
الرَّمَع العضلي أو التشنج الارتجاجي العضلي أو الارتجاج العضلي أو التقلص الارتجافي العضلي هو فترة وجيزة من الارتعاش غير الطوعي للعضلة أو مجموعة من العضلات. وهو فعلياً عبارة عن عرض طبي، وليس تشخيصاً لمرضٍ معين. وعادة ما تنتج هذه التشنجات، والهزات والنوبات عن انقباض مفاجئ في العضلات (الرمع العضلي الإيجابي)، أو فجوات وجيزة من انقطاع الانقباضات (الرمع العضلي السلبي). الظروف الأكثر شيوعا التي تحدث فيها هي في وقت النوم (نفضات النوم). تعد نفضات الرمع العضلي علامة على مجموعة من الاختلالات العصبية. الفواق مثلاً؛ يعد نوعاً من نفضات الرمع العضلي التي تصيب الحجاب الحاجز تحديداً. حين يحدث التشنج بفعل شخص آخر فإنه يسمى بـ«تشنج الاستفزاز». نوبات الفزع التي تصيب الأطفال تقع أيضاً ضمن هذه الفئة.
قد تحدث نفضات الرمع العضلي منفردةً أو بشكل متعاقب، سواءً بنمطٍ ثابتٍ أو بغيره. وقد تحدث بشكل غير منتظم أو عدة مرات كل دقيقة. في معظم الأحيان، الرمع عضلي يمثل واحدة من عدة علامات في طائفة واسعة من اضطرابات الجهازالعصبي، مثل: التصلب المتعدد، وداء باركنسون، وداء ألزهايمر، والْتِهابُ الدِّماغِ الشَّامِلُ المُصَلِّبُ تحت الحادّ، ومرض كروتزفيلد جاكوب، وتسمم السيراتونين، وبعض حالات داء هانتغتون، وبعض أشكال الصرع، وأحياناً ارتفاع الضغط القحفي. ويشير بعض الباحثين إلى أن هذه النفضات قد تسبب الارتعاش المبكر.
تقريبا في جميع الحالات التي يحدث فيها الرمع العضلي بسبب مرض في الجهاز العصبي المركزي، فإنها تكون مسبوقة بأعراضٍ أخرى، على سبيل المثال؛ في حالة مرض كروتزفيلد جاكوب، فإنها عموماً مرحلة مرضية متأخرة تظهر بعد أن تعرض المريض أصلاً لعجز عصبي جسيم.
تشريحياً، قد ينشأ الرمع العضلي من آفات في القشرة الدماغية، أو تحت القشرة أو في الحبل الشوكي. وجود الرمع العضلي فوق الثقبة العظمى، تستبعد فعلياً وجود رمع عضلي في الحبل الشوكي، ويعتمد التحديد الدقيق لموقع الرمع العضلي على مزيد من الفحوصات والتحقيقات باستعمال مخطط كهربية الدماغ EEG ومخطط كهربية العضل EMG.

## الأعراض
نوبات الرمع العضلي يمكن أن توصف على أنها «قفزاتٌ» أو «هزاتٌ» تصيب طرفاً معيناً أو حتى كامل الجسم. يوصف الشعور التي يمر به الفرد كما لو كانت هزات لا يمكن السيطرة عليها تشبه صعقهم بواسطة صدمة كهربائية خفيفة. يمكن للهزات المفاجئة والارتعاش في الجسم -الذي غالبا ما يكون شديداً- بحيث يمكن أن يتسببب السقوط للأطفال الصغار.
نوبة الرمع العضلية هي عبارة عن انكماش مفاجئ وغير إرادي لمجموعة من العضلات. تتوزع النفضات العضلية بشكل متماثل في الجسم، وعادةً ما تكون عامةً ومتموضعةً في الذراعين والكتفين وبنفس الوقت مع حركة الرأس، بحيث أن كلتا اليدين تتحركان مع بعضهما بحركة متناسقة مع إيماء الرأس. الأعراض فيها بعض التنوع تبعاً للمصابين. في بعض الأحيان ينتفض كامل الجسم تمامً كما يفعل الجسم عند استجابته للمفاجأة. كما هو الحال مع جميع النوبات، فإن الطفل يفقد الوعي خلال الحادث، بيد أن قصر مدة النوبة يجعلنا نحس بأن الطفل ما زال في وعيه.
في حالة الصرع اللا إرادي، فإن الرمع العضلي بمكن أن ينجم عن الأضواء الساطعة أو غيرها من المحفزات البيئية (انظر في الصرع الحساس للضوء)
أحد الأمثلة المألوفة على الرمع العضلي هو الفواق وهزات النوم التي تصيب بعض الناس خلال نومهم. يمكن للحالات الشديدة للرمع العصبي أن تؤثر على حركة المريض وتحد بشكل واضح على قدرته على النوم وتناول الطعام والحديث والمشي. من الشائع جداً أن تصيب نفضات الرمع العضلي مرضى الصرع. أما الأنواع الأكثر شيوعاً للرمع العضلي فتشمل: الرمع العضلي القصدي، رمع رد الفعل القشري، الرمع الأساسي، رمع الحنك، الرمع الصرعي المستفحل، رمع رد الفعل الشبكي، رمع النوم وأخيراً رمع حساسية التحفيز.

## الأنواع

### أشكال الصرع
- رمع رد الفعل القشري: يعتقد بأنه نوع من أنواع الصرع الذي ينشأ في القشرة الدماغية أو الطبقة الخارجية- المادة السنجابية للدماغ- المسؤولة عن كثيرٍ من عمليات معالجة المعلومات التي تحصل في الدماغ. في هذا النوع من الرمع العضلي، عادةً ما تشمل النفضات عدداً قليلاً فقط من عضلات جزءٍ واحد من الجسم، بيد أن النفضات التي تشمل عدداً أكبر من العضلات قد تحدث أيضاً. يمكن أن تزداد حدة رمع رد الفعل القشري عندما يحاول المريض التحرك بطريقة معينة أو تصور إحساس معين.
- الرمع الأساسي: يحدث في غياب الصرع أو أي إشكالات أخرى ظاهرة في الدماغ والأعصاب.يمكن أن يحدث بشكل عشوائي في بعض الناس الذين ليس لديهم تاريخ مرضي للحالة في عائلاتهم، أو يمكن أن يحدث بين أفراد الأسرة الواحدة، مما يشير إلى أنه يمكن أن يكون خللاً وراثياً في بعض الأحيان. الرمع الأساسي يميل لأن يكون مستقراً من غير زيادةٍ في الشدة مع الوقت. يتكهن بعض العلماء بأن بعض أشكال الرمع الأساسي قد تكون نوعاً من الصرع غير معروف السبب.
- رمع الصرع عند الأحداث: عادةً ما يتمثل في نفضات وارتعاشات عضلية في الأطراف العلوية. هذه الارتعاشات قد تشمل الذراعين والكتفين والمرفقين ونادراً –لكن ليس مستحيلاً- القدمين. يعد رمع الصرع عند الأحداث واحداً من أكثر الأنواع شيوعاً للصرع، ويمكن أن يصيب واحداً من كل 14 شخص بالمرض. هذه النوبات تحدث عادةً بعد فترةٍ وجيزةٍ من الاستيقاظ من النوم. يمكن رؤية بداية الإصابة برمع الصرع عند الأحداث في بداية مرحلة البلوغ عند معظم المرضى. وعلاجه بالأدوية التي تستعمل في علاج الأنواع المتعددة للنوبات هو العلاج الأكثر فعاليةً لحل المشكلة.[9]
- متلازمة لينوكس غاستو: ملتازكة لينوكس غاستو أو ما يعرف بصرع اعتلال الدماغ عند الأطفال، هو اعتلال صرعي نادر مسؤولٌ عن 1-4% من الصرع عند الأطفال. للمتلازمة أعراض أكثر خطورةً تتراوح بين النوبات المتعددة يومياً، والتخلف العقلي، ونتائج غير طبيعية على مخطط كهربية الدماغ EEG. ويرتبط الظهور المبكر للنوبات ارتباطاً وثيقاً مع ارتفاع مخاطر ضعف الإدراك.
- الرمع الصرعي المستفحل: هو عبارة عن مجموعةٍ من الأمراض التي تتميز بالرمع العضلي، نوبات الصرع، النوبات التوترية-الرمعية، وأعراض خطيرة أخرى كاعتلال المشي والكلام. هذه الاعتلالات النادرة عادةً ما تزداد سوءاً مع الوقت وفي بعض الأحيان تكون قاتلة. وقد كشفت الدراسات ما لا يقل عن ثلاثة أشكال من الرمع الصرعي المستفحل.

1. مرض لافورا هو اضطراب وراثي صبغي جسدي متنحٍ، أي أن المرض لا يقع إلا حين يرث الطفل نسختين من الجين المختل، واحداً من أبيه وواحداً من أمه. يتميز مرض لافورا بالرمع العضلي، ونوبات الصرع، والخرف (الفقدان التدريجي للذاكرة والوظائف الفكرية الأخرى). 2
2. مجموعةٌ أخرى من أمراض الرمع العصبي المستفحل تنتمي إلى فئة من أمراض التخزين الدماغية، عادةً ما تتضمن رمعاً عضلياً، واعتلالاً في الرؤية، والخرف، وخلل التوتر (تقلصات عضلية ينتج عنها حركات التوائية أووضعيات غير طبيعية للوقوف).
3. مجموعةٌ أخرى من أمراض الرمع الصرعي المستفحل في فئة انحلالات الأجهزة الذي عادةً ما يصاحبه رمعٌ عضليٌ قصدي، ونوبات ومشاكل في الاتزان والمشي. تظهر كثير من أمراض الرمع الصرعي المستفحل في مرحلة الطفولة أو البلوغ. العلاج غير ناجح عادةً لأي فترةٍ ممتدة من الوقت.

- رمع رد الفعل الشبكي: يعتقد بأنه نوع من الصرع المنتشر الذي ينشأ في جذع الدماغ، الجزء من الدماغ الذي يرتبط بالحبل الشوكي وبمركز التحكم بالوظائف الحيوية كالتنفس ونبض القلب. نفضات الرمع العضلي عادةً ما تصيب كامل الجسم، بحيث تتأثر عضلات الجسم بشكل متماثل على شقي الجسم. في بعض المصابين، تحدث نفضات الرمع العضلي في جزء واحدٍ فقط من الجسم، بحيث تكون كل العضلات في ذلك الجزء مشمولةً بالنفضات. رمع رد الفعل الشبكي يمكن أن يحفز سواءً بحركات إرادية أو بمنبه خارجي.

### الرفرفة الحجابية
أحد الأشكال النادرة جداً هي متلازمة البطن البرقوقية. تم اكتشافها بداية بواسطة أنتون فان ليوينهوك في عام 1723. تتميز الحالة بأن طبيعة التواصل اللفظي تظهر كأن فيها ما يشبه قصر النفس بالفواق.ويمكن لهذه التشنجات العضلية أن تتكررعشرات المرات في اليوم الواحد. يتراوح معدل الانقباضات الحجابية بين 35 و480 انقباضة في الدقيقة، وبمعدل متوسط يصل إلى 150 انقباضة في الدقيقة. أظهرت الدراسات مسببات محتملة تشتمل على اضطرابات في الجهاز العصبي المركزي أو الطرفي، والقلق، واضطرابات التغذية، وبعض الأدوية. لم يثبت علاجٌ واحدٌ فعالٌ حتى اللحظة. معظم الحالات اشتملت على إصابة العصب الحجابي بالحصر أو السحق.:11
شُخِصَ بها حوالي 50 شخصاً فقط حول العالم. حالة واحدة بارزة هي حالة تشازمور من مدينة كولورادو سبرينغز في ولاية كولورادو، الذي قابله في قناةCNNالمراسل والخبير الطبي المحترم الدكتور سانجا يغوبتا. جرب مور العديد من الأدوية كانت الماريجوانا الطبية هي الوحيدة التي آتت نتيجة في حالته.

### أشكالٌ أخرى
- الرمع العضلي القصدي: يتميز بنتفضات عضلية تحفز أو تشتد بالحركة الإرادية أو حتى نية الحركة. وهي قد تزداد سوءاً مع محاولة التحرك بدقة أو بحركات منسقة. الرمع العضلي القصدي هو الشكل الأكثر إعاقة للمريض، ويمكن أن يؤثر على اليدين، والقدمين، والوجه وحتى الصوت. وغالباً ما تترافق مع نوباتٍ توترية-رمعية والأمراض العصبية المنتشرة، مثل الالتهاب الدماغي بنقص التأكسج، واليوريمية، وأشكال متنوعة من الرمع الصرعي المستفحل بالرغم من أن المرض يكون محصوراً في طرفٍ واحدٍ في حالة الضرر الدماغي البؤري. هذا النوع من الرمع العضلي ينتج عادةً من ضرر في الدماغ ناتجٍ من نقص الأوكسجين والتروية الدموية للدماغ عندما يتوقف النبض والتنفس بشكل مؤقت. التحفيز الزائد للقشرة الحسية الدماغية (رمع رد الفعل القشري) أو في التشكل الشبكي (رمع رد فعل التشكل الشبكي) هو أيضاً مسبب للرمع العضلي القصدي. ويعتقد أن ناقلات السيراتونين وناقلات جابا العصبية هي المتسببة بنقص التثبيط، مما يفسر التحسن الحاصل عند إعطاء المريض مولدات السيراتونين. من الأجهزة المشمولة بالإصابة؛ المسار المخيخي المسنني الحمراوي، والمسار العصبي الهرمي وخارج الهرمي، والعصب البصري، والعصب السمعي، والعمود الحسي الخلفي، والنواة الرشيقة والنواة الإسفينية، والمسار الشوكي-المخيخي، وأعصاب الحركة الخاصة بالأعصاب القحفية، والقرن الأمامي العصبي، والألياف العضلية.[13]
- الرمع الحنكي: هو عبارة عن انقباضات منتظمة ذات إيقاعٍ واحد لجهةٍ واحدة أو كلتا جهتي الجزء الخلفي من سقف الفم، والمسمى باللهاة. هذه الانقباضات يمكن أن تترافق مع رمع عضلي في عضلات أخرى مثل تلك الموجودة في الوجه، واللسان، والحلق، والحجاب الحاجز. وتكون هذه الانقباضات سريعةً جداً بحيث تحصل عادةً بمعدل 150 مرةً في الدقيقة، ويمكن أن تسنمر خلال النوم.غالباً ما تظهر الحالة عند البالغين وتستمر إلى الأبد. أما الناس المصابون بالرمع الحنكي فعادةً ما يعتبرونه مشكلة طفيفة، وبعضهم قد يشتكي من صوت «نقرٍ» عرضي، وهو عبارة عن ضوضاء تخرج مع انقباض عضلات الحنك.
- رمع الأذن الوسطى: يحصل الرمع العضلي في عضلات الأذن الوسطى. قد تشتمل هذه العضلات على عضلة الطبلة المتوترة والعضلة الركابية. ويمكن أن تشمل أيضاً العضلات المحيطة بقناة أوستاكيوس، التي تشتمل على عضلة متوترة الحفّاف، والعضلة الرافعة لشراع الحنك، والعضلة النفيرية البلعومية. ويصفها المصابون بصوتٍ أو إحساس شاذٍ في الأذن.
- الرمع الشوكي: رمعٌ عضليٌ ينشأ في الحبل الشوكي، يشمل الرمع القطعي أو النخاعي المخصوص. الأخير غالباً ما ينتج عن مولد صدري ينتج نفضات التوائية جذعية. هي عادة ما تنتج بسبب منبه مع حدوث تأخيرٍ ناتج من التوصيل البطيء في ألياف النخاع المخصوص العصبية.[14]
- رمع حساسية التحفيز: يحفز بواسطة مجموعة متنوعة من المنبهات الخارجية، مثل الصوت والحركة والإضاءة. المفاجأة قد تزيد من حساسية المريض.
- رمع النوم: يحدث خلال المراحل الأولى للنوم، خصيصاً عند لحظة الإغفاء. بعض الأشكال تظهر نوعاً من حساسية التحفيز. بعض الناس المصابين برمع النوم نادراً ما يزعجهم ذلك أو يحتاجون إلى العلاج. إذا كانت عبارةً عن عرض لأمراض النوم الأكثر تعقيداً مثل متلازمة تململ الرجلين، فقد تحتاج العلاج. يمكن أن يكون الرمع العضلي ذا علاقة بمرضى متلازمة توريت.

## الأسباب
نادراً ما يشير الرمع العضلي إلى أي شيء غير انقباض العضلات التعسفي. الرمع العضلي قد ينشأ: نتيجة للعدوى، وحالات فرط الأوسمولية وفرط سكر الدم، وإصابات الرأس والحبل الشوكي، والجلطت الدماغية، والضغط النفسي، وأورام الدماغ، والفشل الكلوي، وفشل الكبد، وأمراض تخزين الليبيدات، والتسمم الكيماوي أو تسمم الأدوية، أو كعرضٍ جانبي لبعض الأدوية (مثل ترامادول، كوينولونز، بينزوديازيبين، جابابنتين، سيرترالين، لاموتريجين)، أو بسبب اضطرابات أخرى.
حركات الرمع العضلي الحميدة عادةً ما ترى خلال التخدير الكلي باستعمال الأدوية الوريدية، مثل: إيتوميديت، وبروبوفول. الفرضية تقول بأن هذه الأدوية تقلل من إشارات التثبيط من الأعصاب القحفية. حرمان الدماغ من الأكسجين مطولاً (نقص التأكسج) يمكن أن يتسبب بالرمع العضلي التالي لنقص التأكسج. عادةً ما يختبر المصابون بالارتجاف الحزمي الحميد نفضات الرمع العضلي في الأطراف، والأصابع والإبهام.
يمكن أن يحدث الرمع العضلي منفرداً، لكن عادةُ ما يكون جزءاً من عدة أعراضٍ مرتبطة باضطرابات مختلفة في الجهاز العصبي، تشمل: التصلب المتعدد، وداء باركينسون، وداء الزهايمر، متلازمة كينسبورن، مرض كيرتزفيلد جاكوب، داء لايم، والذئبة. كثيراً ما تحدث انتفاضات الرمع العضلي في الأشخاص المصابين بالصرع، وهو اضطراب ناتج من اختلال النشاط الكهربائي للدماغ مما يسبب النوبات. كما ويحدث أيضاً في رمعية الصرع مع الألياف الحمراء الممزقة، والالتهاب الدماغي الميتوكودري النادر. الرمع العضلي يمكن أين يحدث بالترافق مع متلازمة توريت.
النفضات التي تصيب مجموعة من العضلات، أو معظم الجسم، أو سلسلة من التعاقبات السريعة، التي تؤدي إلى قيام الشخص المفاجئ من وضعيات الجلوس المريحة، تُرى أحياناً في مرضى العيادات الذين يعالجون بجرعاتٍ عاليةٍ من المورفين، والهيدرومورفين، والأدوية المماثلة، وتعد علامة محتملة على زيادة و/أو سرعة زيادة نسبة هذه الأدوية في مصل الدم. نفضات الرمع العضلي الناتجة من إفيونات المفعول مثل: ترامادول وبيثيدين، قد تكون أكثر خطورة. الأدوية غير المرتبطة بإيفيونات المفعول، مثل مضادات التحصي الصفراوي فمن المعروف أنها تسبب نفضات الرمع العضلي.

## الفيزيولوجيا المرضية
معظم الرمع العضلي ينتج من اختلال في الجهاز العصبي المركزي. بعضها ناتجٌ عن إصابة في الجهاز العصبي الطرفي. تقترح الدراسات مواقع متنوعة في الدماغ تشارك في الرمع العضلي. أحدها هو جذع الدماغ، القريب من التركيبات المسؤولة عن استجابة الإجفال (المفاجأة)، وهو عبارة عن رد فعل تلقائي للمنبهات غير المتوقعة تشمل انقباضاً سريعاً في العضلات.
الآلية الكاملة المسؤولة عن الرمع العضلي ليست مفهومةً تماماً بعد. يعتقد العلماء أن بعض أنواع رمع حساسية التحفيز قد يشتمل على تحفيز مفرط لبعض أجزاء الدماغ المسؤولة عن التحكم بالحركة. هذه الأجزاء ترتبط مع بعضها من خلال حلقات للتغذية الراجعة تسمى المسارات الحركية. هذه المسارات تحفز وتعدل التواصل بين الدماغ والعضلات. العناصر الرئيسية في هذا التواصل هي كيميائيات تعرف بالناقلات العصبية، والتي تحمل الرسائل من خلية عصبية واحدة -أو عصبون- لآخر. تفرز الناقلات العصبية من الخلايا العصبية وتصل نفسها بالمستقبلات الموجودة على جزء من الخلية المجاورة. بعض الناقلات العصبية قد تجعل الخلية المستقبلة أكثر حساسية، بينما بعضها الآخر يميل لتقليل حساسية تلك الخلايا. تقترح الدراسات المخبرية أن اختلال التوازن بين هذه الكيماويات قد يؤدي إلى الرمع العضلي.
تفترض بعض الأبحاث أيضاًأن الاختلالات أو النقص في المستقبلات الخاصة بناقلات عصبية معينة قد يكون ذا صلة بالرمع العضلي. المستقبلات التي يظهر أن لها علاقة بالرمع العضلي هي تلك الخاصة بالناقلات العصبية المثبطة : السيراتونين، الذي يسبب تضييف الأوعية الدموية ويجلب النوم، والجابا، التي تساعد الدماغ على المحافظة على تحكمه بالعضلات. من المستقبلات الأخرى المرتبطة بالرمع العضلي هي المستقبلات الخاصة بالبينزوديازبينات، وهي الأدوية المنومة، والمستقبلات الخاصة بالغلايسين، وهو ناقل عصبي مثبط مهم في التحكم بالحركة ووظائف الحس في الحبل الشوكي
ولا زلنا بحاجة للمزيد من الأبحاث لتحديد علاقة هذه المستقبلات المختلة بحدوث الرمع العضلي.

## العلاج
فيما يتعلق بالآلام الأكثر خطورة، فإن المنشأ المعقد للرمع العضلي يمكن أن يعالج باستعمال أدوية متعددة، والتي فد يكون لها أثر محدود وهي منفردة، لكن هذا الأثر يكبر ويتضاعف عندما تجمع مع غيرها من الأدوية التي تعمل على مسارات عصبية وآليات مختلفة في الدماغ. ويكون العلاج أكثر فعلاية عندما يكون سبب النفضات معروفاً، وبالتالي يمكن علاجه على هذه النحو. بعض الأدوية التي تجري دراستها في تركيبات مختلفة مثل: كولانزيبام، فالبوريت الصوديوم ، بيراسيتام، بريميدون. العلاج الهرموني قد يزيد من الاستجابة لمضادات الرمع عند بعض الناس.
أظهرت بعض الدراسات أن جرعات من 5-هيدروكسيتريبتوفان تؤدي لتحسن في حالة المريض في بعض أنواع الرمع العضلي القصدي والرمع الصرعي المستفحل. هذه الاختلافات في أثر 5-هيدروكسيتريبتوفان على مرضى الرمع العضلي لم يتبين سببها بعد.
كثير من الأدوية المستعملة للرمع العضلي مثل: حامض البربتيوريت، والفينيتوين، والبريميدون تستعمل كذلك في علاج الصرع. أحماض البربتيوريت تبطئ من عمل الجهاز العصبي المركزي وتسبب أثراً مهدئً أو مسكناً. الفينيتوين والبريميدون هي أدوية فعالة كمضاداتٍ للصرع، بالرغم من أن الفيتيوين يمكن أن يسبب فشل الكبد، أو غيرها من الأضرار طويلة الأمد على مرضى الرمع الصرعي المستفحل. فالبوريت الصوديوم يعد علاجاً بديلاً للرمع العضلي ويمكن أن يستعمل منفرداً أو مركباً مع الكلونازيبام. بعض الناس لديهم أعراض جانبية للكلونازيبام و/أو فالبوريت الصوديوم.
عندما يأخذ المريض أدوية متعددة، فإن التوقف عن أخذ الأدوية يشتبه في أنه قد يتسبب بالرمع العضلي. كما وقد يقدم علاج اختلالات الأيض حلاً لمشكلة الرمع العضلي. وعندما يقر العلاج الدوائي فإن مضادات الاختلاج تعد الخط الأول في العلاج.ردود الفعل المتناقضة للعلاج تكون ملحوظةً هنا. حيث أن الأدوية التي قد يستجيب لها معظم الناس، قد تسبب تدهوراً في أعراض أفرادٍ آخرين. هذا قد يؤدي أحياناً إلى الخطأ بزيادة الجرعة بدل تقليلها أو حتى إيقاف الدواء. يركز علاج الرمع العضلي على الأدوية التي تخفف الأعراض. من الأدوية المستعملة: فالبوريت الصوديوم، كلونازيبام، ليفيتراسيتام (مضاد اختلاج)، بيراسيتام. غالباً ما نزيد جرعة الكلونازيبام تدريجياً حتى يتحسن المريض أو تبيت الأعراض الجانبية مؤذية. ويعد النعاس وفقدان التنسيق من أهم الأعراض المشهورة للدواء. وقد تقل فائدة الكلونازيبام مع الوقت إذا طور المريض تحملاً للدواء.
في حالات الرمع العضلي التي تصيب منطقة منفردةً من الجسم، وحتى في بعض الأشكال الأخرى فإن حقن البوتوكس (أونابوتيلينيوم توكسين أي) قد يكون ذا فائدة. حيث يتم إعاقة الناقل الكيميائي المحفز للانقباض اللا إرادي للعضلة بسُم البوتيلينيوم الموجود في البوتوكس.
تعد الجراحة كذلك خياراً متاحاً للعلاج إذا كانت الأعراض ناتجةً عن ورم أو آفة في الدماغ أو الحبل الشوكي. كما ويمكن أن تصحح الجراحة الرمع العضلي الذي يؤثر على أجزاءٍ في الوجه أو الأذن. بينما لا يزال «التحفيز العميق للدماغ» محل دراسة لاستعماله في الرمع العضلي، حيث تمت تجربته مع مرضى بهذاه العلة وغيرها من اضطرابات الحركة.

## التكهن
يمكن أن يتنوع أثر الرمع العضلي على الفرد اعتماداً على شكل الرمع العضلي والحالة الصحية العامة للمريض. في الحالات الخطيرة، تحديداً في تلك التي يكون السبب فيها اعتلالاً في الدماغ أو الإعصاب، فإن الحركة يمكن أن تكون مشوهةً بشكل كبير بالإضافة إلى محدودية الحركة الطبيعية، مثل الأكل والكلام والمشي. في هذه الحالت، فإن الدواء الذي يكون فعالاً في العادة مثل الكلونازيبام وفالبوريت الصوديوم، يمكن أن يسبب بدلاً من ذلك أثراً عكسياً، مثل زيادة تحمل المريض للدواء والحاجة لزيادة كبيرة في الجرعة. بينما قد يكون التكهن في الأشكال الأبسط من الرمع العضلي في الناس السليمين صحياً حيادياً، حيث يمكن أن يسبب المرض صعوبات قليلة أو حتى أن لا يسبب أي إشكالية وصعوبة على المريض. في أوقات أخرى، يبدء المرض بسيطاً في منطقة واحدةٍ من الجسم، ثم ينتشر.

## بحث
في بحث عن الرمع العضلي مدعوم في المختبرات الفيدرالية في بيثيسدا في ميريلاند، من خلال المعهد الوطني للاضطرابات العصبية والجلطات الدماغية NINDS ركز مبدئياً على دور الناقلات العصبية والمستقبلات في المرض. إن تحديد علاقة هذه الاختلالات في هذه المسارات، وفيما إذا ما كانت ذات تأثير أو لا على الرمع العضلي، سيكون واعداً في محاولات تطوير علاجٍ دوائيٍ وفحوص تشخيصيةٍ للمرض. كما وإن تحديد المدى الذي يمكن أن تلعبه الوراثة في هذه التشوهات من شأنه أن يؤدي إلى علاجات محتملة لعكس اتجاهها، مع احتمالية تصحيح الفقدان في التثبيط، وتعزيز آليات الجسم التي من شأنها أن تعوض عن آثار تلك المشكلة.

## روابط خارجية
- The first version of this article was adapted from the public domain NINDS Myoclonus Information Page نسخة محفوظة 3 ديسمبر 2008 على موقع واي باك مشين.. Please amend and adapt as needed.
- "Why do we twitch while falling asleep?" (The Straight Dope)
- Myoclonus Fact Sheet نسخة محفوظة 3 ديسمبر 2016 على موقع واي باك مشين., National Institute of Neurological Disorders and Stroke (viewed 5 Apr 2005)